# История Польши в Саксонский период
История Польши в Саксонский период (пол.  Polska w czasach saskich, czasy saskie, нем. Sachsen-Polen) — исторический период в истории Речи Посполитой с 1697 по 1763 год (с промежутками), когда это государство состояло в личной унии с курфюршеством Саксония. Первым совместным правителем двух государств стал курфюрст Август II Сильный, которому потом наследовал Август III. После его смерти в 1763 году личная уния истекла, поскольку опекун саксонского курфюрста Фридрих Август III (1750—1827) отказался от претензий на престол, и русская императрица Екатерина II добилась избрания польским королём своего фаворита Станислава Понятовского. В Польше этот исторический период известен как Саксонский период (пол. Czasy saskie), в Германии общее государство называется Саксонией-Польшей (нем. Sachsen-Polen).

## История

### Положение стран

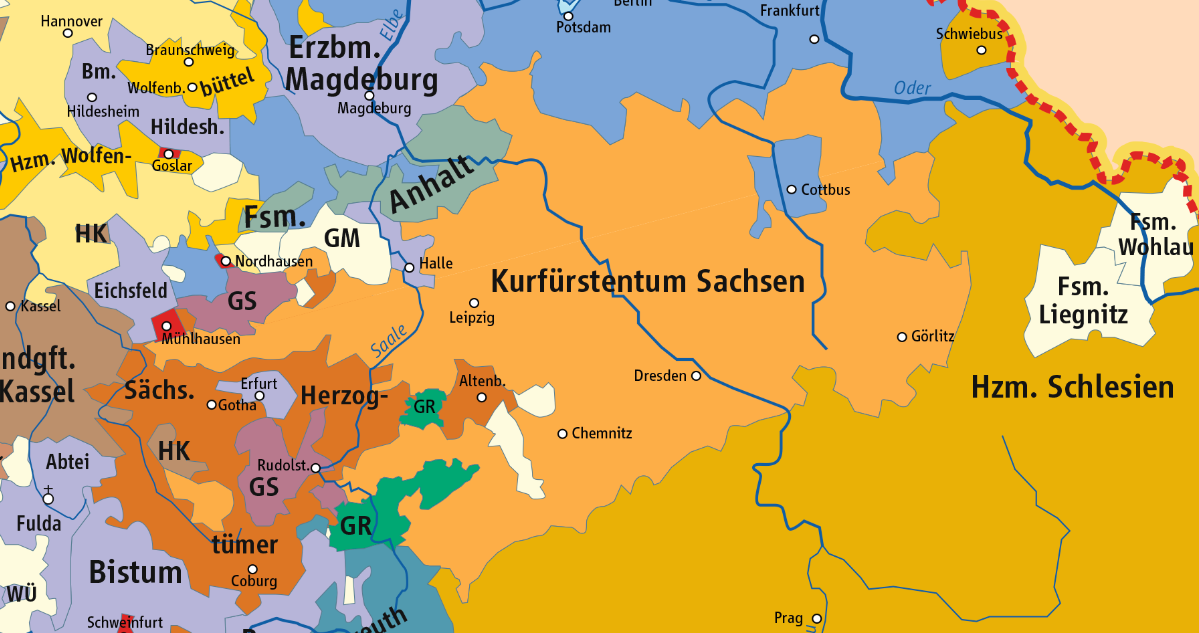
Курфюршество Саксония по итогам Вестфальского мира (1648 год).

По итогам северной войны 1655—1660 годов Речь Посполитая была страной без сильных государственных административных органов, со слаборазвитой экономикой, ненормированными налоговыми поступлениями и не соответствовавшей требованиям времени армией, но в то же время обладала богатой сырьевой базой.
Польские чиновники, коронная армия и государственное казначейство подчинялись сейму, политику которого определяли могущественные семьи магнатов и шляхта. Их склонность образовывать конфедерации превратила королевство в пороховую бочку. Из-за конфликтов интересов внутренних группировок Сейм Польши был относительно неспособен нормально функционировать (право вето); сама корона имела лишь ограниченный доход, который находился в подчинении у коронного казначея. Это означало, что в Польше был крайний классовый перевес над монархическим компонентом.

Речь Посполитая в 1686 году

Курфюршество Саксония была экономически развитой страной с сильной буржуазией и абсолютистской монархией, и считалось мощной государственной структурой европейского масштаба. К концу XVII в. оно всё ещё превосходил соседнюю Бранденбург-Пруссию с точки зрения внутреннего развития, но в последующие десятилетия уступила ей роль протестантского лидера в Священной Римской империи.
Длительное и консолидированное господство династии Габсбургов в СРИ побуждало курфюрстов к предотвращению возможной утраты титула и власти через увеличение статуса не подчинявшейся имперской власти территории. Другим важным мотивом той эпохи был вопрос титула и церемониала, демонстрировавших положение правителя. За образцом тогда признавался двор французского короля Людовика XIV, прославившийся своим великолепием, тщательно продуманным придворным церемониями, щедрыми пирами и операми. Тем самым для Августа II получение польской короны стала первостепенным вопросом, ибо только так он мог подчеркнуть свой статус суверена, получить признание статуса равного со стороны сильнейших европейских государств и претендовать в будущем на престол императора СРИ.

### Избрание Августа II

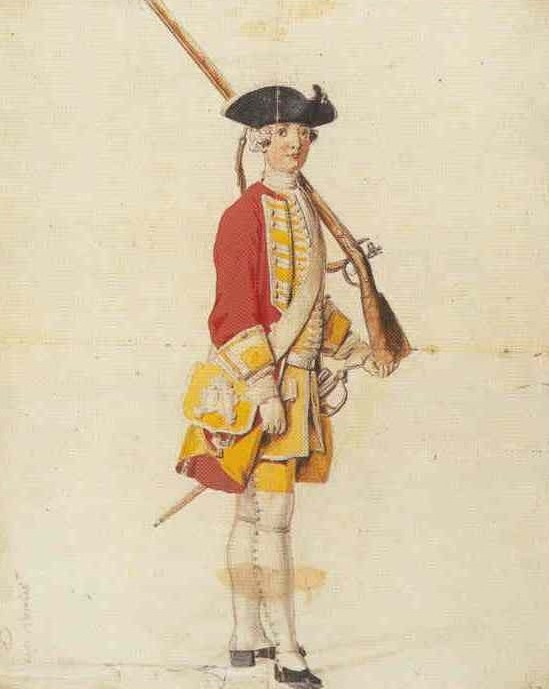
Саксонский пехотинец во времена Августа II.

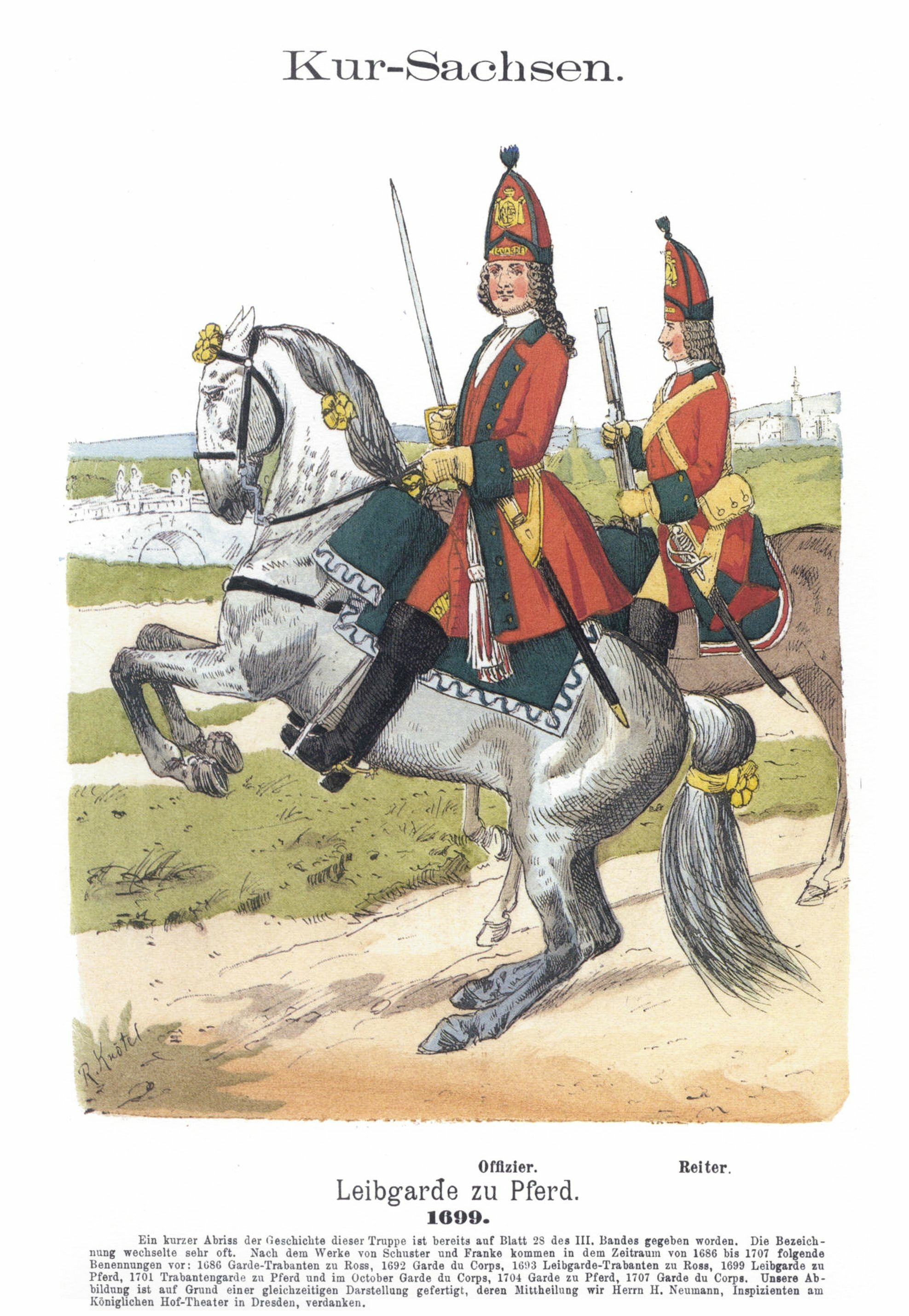
Саксонская кавалерия около 1699 г.

В 1696 году умер польский король Ян Собесский, и последующее междуцарствие отметилось противостоянием Австрии и Франции, сделавших ставку на курфюрста Саксонии Августа II и принца крови Франсуа Луи-Конти. В 1697 году послу Саксонии в Варшаве графу Флеммингу и внешним силам (во время выборов на границе России и Литвы находился армейский корпус Михаила Ромодановского.) удалось добиться того, что кандидатура его правителя смогла получить необходимую поддержку и обойти не менее известных претендентов (курфюрст Баварии Максимилиан II, лотарингский герцог Леопольд I, маркграф Баден-Бадена Людвиг Вильгельм, курфюрст Пфальца Иоганн Вильгельм, Якуб Собеский и ещё двенадцать кандидатов). 15 сентября состоялась коронация Августа II в Кракове, ради избрания он перешёл в католичество.
Уния была выгодна как Саксонии, так и Речи Посполитой, опасавшихся угрозы со стороны Пруссии и нестабильности в Северной Европе. Знать Речи-Посполитой рассчитывала сохранить свои привилегии, а иностранный статус правителя позволял им ещё сильнее его контролировать. В то же время сам Дрезден планировал использовать потенциал восточного соседа с военной и финансовой стороны, но для этого было крайне важным создать общую сухопутную границу. До этого момента связь между двумя странами зависела от доброй воле австрийских Габсбургов и прусских Гогенцоллернов, из-за чего совместное государство никак нельзя было считать великой державой. После аннексии Силезии Пруссией в 1740 году надежда на совместную границу окончательно испарилась. Сама идея личной унии Речи Посполитой и Саксонии была довольна утопична, хотя допускалась возможность их слияния до определённой степени в административной, военной, финансовой сфере с целью влияния в масштабе региона и основных стран СРИ.

### Правление Августа II
В 1698 году Август провёл секретную встречу с российским царём Петром I, обсудив план будущей совместной войны против Швеции и начав переговоры по заключению соглашения о взаимопомощи в случае восстания польских подданных курфюрста.
При вступлении на польский престол курфюрст пообещал вернуть утраченные территории. После возврата Подолии по Карловицкому миру он обратил внимание на Ливонию, которую планировал сделать наследственным владением Веттинов и с помощью будущей победы усилить монархическую власть в Речи Посполитой. Ради этого был сформирован альянс с Данией и Россией.

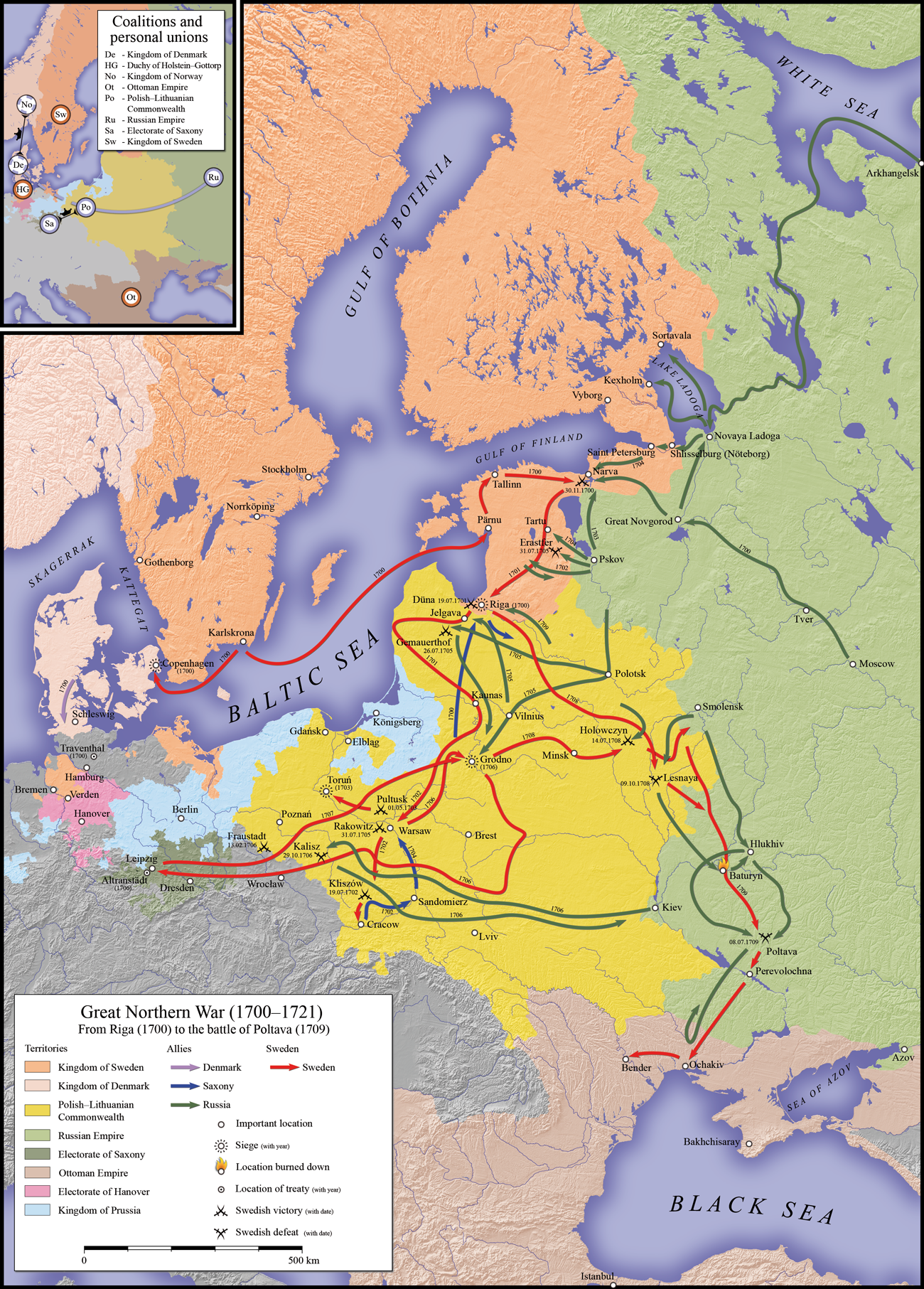
Первый этап Северной войны (1700—1719 год).

Август II вступил в Северную войну нападением на Ливонию, не получив при этом одобрения польского сейма и тем самым исключив Речь Посполитую из участия в войне. Шведский король Карл XII стремительно разобрался с датчанами и русскими (с которыми Август в августе 1704 года в Нарве от имени Речи Посполитой заключил союзный договор, позволяющий российской армии вступить на её территорию и сделавший государство участником боевых действий), после чего разбил саксонские войска и оккупировал Саксонию. Коронная шляхта разделилась на лагерь сторонников и противников Августа II (Сандомирская и Варшавская конфедерации), в июле 1704 года группа противников курфюрста под давлением шведов избрала королём познанского воеводу Станислава Лещинского, чем было положено начало гражданской войне. После этого в 1706 году между двумя правителями был заключён Альтранштедтский мир, по которому Август II отказывался от своих прав на польский трон в пользу шведского ставленника Станислава Лещинского, которого поддержала значительная часть шляхты и магнатов. После поражения шведов в битве при Полтаве в 1709 году Августу удалось возвратить себе вторую корону.
После этого он в 1713 году попытался избавиться от влияния сейма через государственный переворот, добиваясь объединения армий Речи Посполитой и Саксонии. Против выступила сформированная через два года Тарногродская конфедерация, усмотревшая в этом первый шаг по выстраиванию в стране наследственной монархии в духе абсолютизма и начавшая восстание под руководством Станислава Ледоховского и Яна Браницкого. Основу восставших составила мелкая шляхта, в то время как крупные магнаты вроде литовского гетмана Людвика Поцея выступили в качестве посредника между враждующими партиями. Несмотря на победы над противником, саксонцы не смогли положить конец восстанию, и Август согласился на посредничество российского царя Петра I. Войска курфюршества покинули страну в обмен на определённый успех, достигнутый на варшавском и немом сеймах 1716 и 1717 годов. Решением сеймов стало следующее:

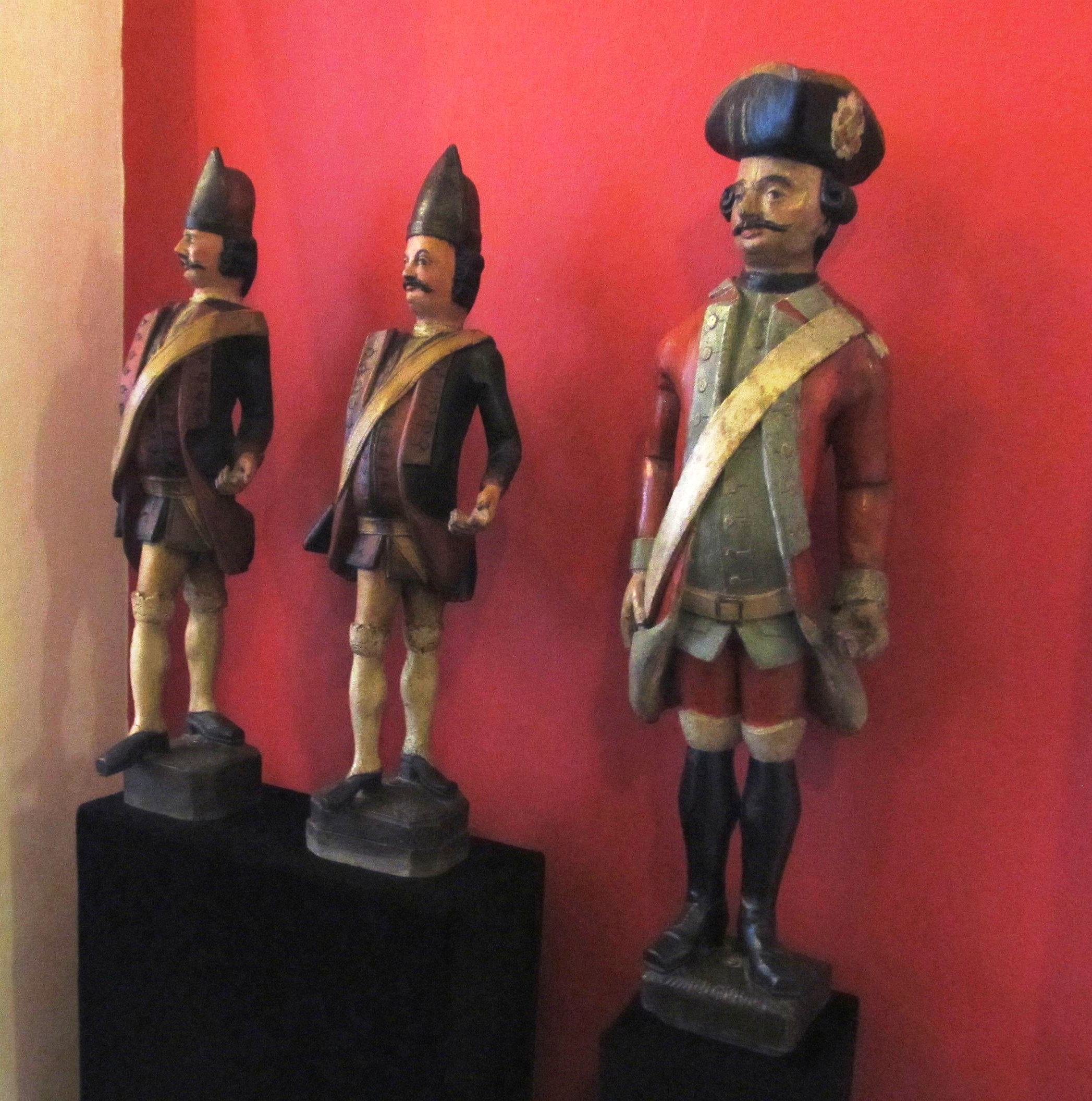
Мундиры польско-саксонской армии в первой половине XVIII в.

- польские чиновники и саксонские министры вмешиваются только в дела своей страны, не вмешиваясь в политику соседа,
- королю запрещено покидать страну,
- конституцией немого сейма вводились умеренные реформы,
- полномочия гетмана в области внешней политики ограничивались,
- налоговые реформы,
- подтверждалась независимость сеймиков,
- принимался государственным бюджет,
- король не мог начать войну без согласия сейма,
- создана постоянная армия в 24 тыс. человек.

После 1717 года в Речи Посполитой наступил 15-летний мирный период, способствовавший проведению ряда реформ и восстановлению страны от последствий войны. Польская аристократия активно занималась производством, между двумя государствами рос товарообмен (сырьё из Речи Посполитой и готовая продукция из Саксонии), чему особо способствовали Лейпцигская ярмарка и внедрение таможенных тарифов. В аристократической республике активно возводились новые дворцы, парки и церкви, хотя её государственные финансовая и экономическая политика страдали от отсутствия полноценной программы, высокого уровня несобранных налогов (до 20 %) и меркантилистического эгоизма магнатов.

### Правление Фридриха Августа II

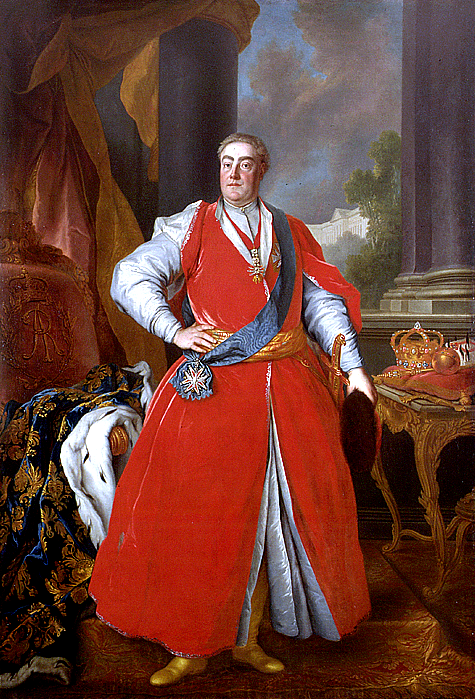
Луи де Сильвестр. Портрет Августа III в польском костюме (1737 год).

В 1733 году избрание польским королём при поддержке консервативной шляхты, Австрии и России курфюрста Саксонии Фридриха Августа II (в качестве курфюрста известный как Август III) привело к общеевропейской войне, благо кандидатура его оппонента Лещинского была поддержана Францией и Швецией. По Венскому миру 1738 года курфюрст сохранил королевский титул, после чего вместе со своим министром Генрихом Брюлем принял решение в рамках укрепления связей двух стран и сохранения власти в Речи Посполитой создать министерскую систему, в рамках которой все ключевые посты в государстве получали симпатизировавшие Саксонии магнаты.
В годы правления Фридриха Августа II деятельность сейма была фактически парализована: во время его правления только 1 из 14 сеймов вступил в силу (сейм умиротворения 1736 года). Соседние страны и Франция с целью сохранить внутренней и международной слабости РП активно раздавали деньги польским магнатам для организации правильного голосования (liberum veto), благо те были искренними противниками усиления монархической власти и стремились увеличить собственное влияние и богатство, считая гарантией неприкосновенности границ своей родины уравновешивавшее друг друга иностранное влияние. Существовала следующая конфигурация:
- Чарторыйские и родственные им Жевусские и Радзивиллы изначально поддерживали короля. В дальнейшем вместе с воеводой мазовецким Станиславом Понятовским сделали ставку на Россию, рассчитывая тем самым возвратить себе утраченные после избрания нового монарха позиции.
- Потоцкие поддерживали контакты с Пруссией и Францией, выступали против всех попыток реформ и защищали «золотую вольность».
- К концу правления Фридриха Августа II начали появляться призывы к проведению полноценных реформ, в то время как проекты Чарторыйских (военная и финансовая реформа) и Потоцких не могли быть приняты из-за препятствий со стороны конкурирующих магнатских семей.

Однако политика Брюля, с 1738 года ставшего премьер-министром Саксонии, привела к экономическому и финансовому упадку Саксонии и ослаблению её военной мощи. Сильный урон экономике нанесла и Семилетняя война, для которой курфюршество стало одной из арен сражений. К окончившему боевые действия Губертусбургскому миру страна была разорена и не могла влиять на Речь-Посполитую (пребывавшую в нейтралитете всё время войны), в которой всё усиливалось русское влияние. С избранием на польский престол Станислава Понятовского, поддержанного партией Чарторыйских и Россией, персональной унии был положен конец.

### Наследие

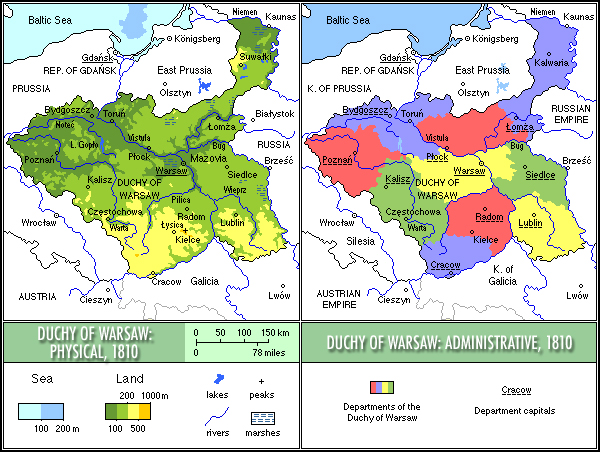
Физическая и административная карта Варшавского герцогства в 1810 году.

Согласно конституции 3 мая 1791 года после смерти Станислава II Августа польский трон должен был стать наследственным и перейти к курфюрсту Фридриху Августу I
. Данное решение зависело от согласия самого Фридриха Августа, однако он отклонил предложение, сделанное ему Адамом Чарторыйским Вскоре после этого состоялся финальный раздел Речи Посполитой между Австрией, Пруссией и Россией.
В 1806 году Саксония при союзнических отношения с Французской империей добилась статуса королевства, а через год Фридрих Август стал правителем сформированного из бывших польских земель Варшавского герцогства. С окончательным падением Наполеона Бонапарта в 1815 году Венский конгресс разделил герцогство между тремя державами: часть вошла в состав Российской империи под названием Царство Польское, Австрия получила южную часть Малой Польши и большую часть Червонной Руси, западные земли Великой Польши с городом Познанью и польское Поморье вернулись к Пруссии.
После неудачного ноябрьского восстания 1830 года в Саксонию прибыло много польских эмигрантов, чьи могилы до сих пор можно найти на католическом кладбище Дрездена. Во время восстаний между 1830 и 1863 годом в этом городе проводились публичные молебны о победе восставших. По словам немецкого историка Райнера Гросса, Саксония охотно приняла беженцев. Проживавший в столице королевства с 1863 по 1883 год писатель Юзеф Крашевский создал цикл «Саксонская трилогия», оригиналы хранятся в дрезденском музее его имени.

## Политическое устройство

### Парламентаризм
Во время правления королей саксонской династии из 39 заседаний сейма: 4 не состоялось, 15 было сорвано, 8 разошлись без принятия конституций, 4 были ограниченными, принятие конституции состоялось на 8. Его роль на себя взяли Коронный трибунал и Трибунал Великого княжества Литовского, устанавливавшие обменный курс монет и рассматривавшие запрос о нобилитации и индигенатации, а также Сенат..

### Влияние магнатов

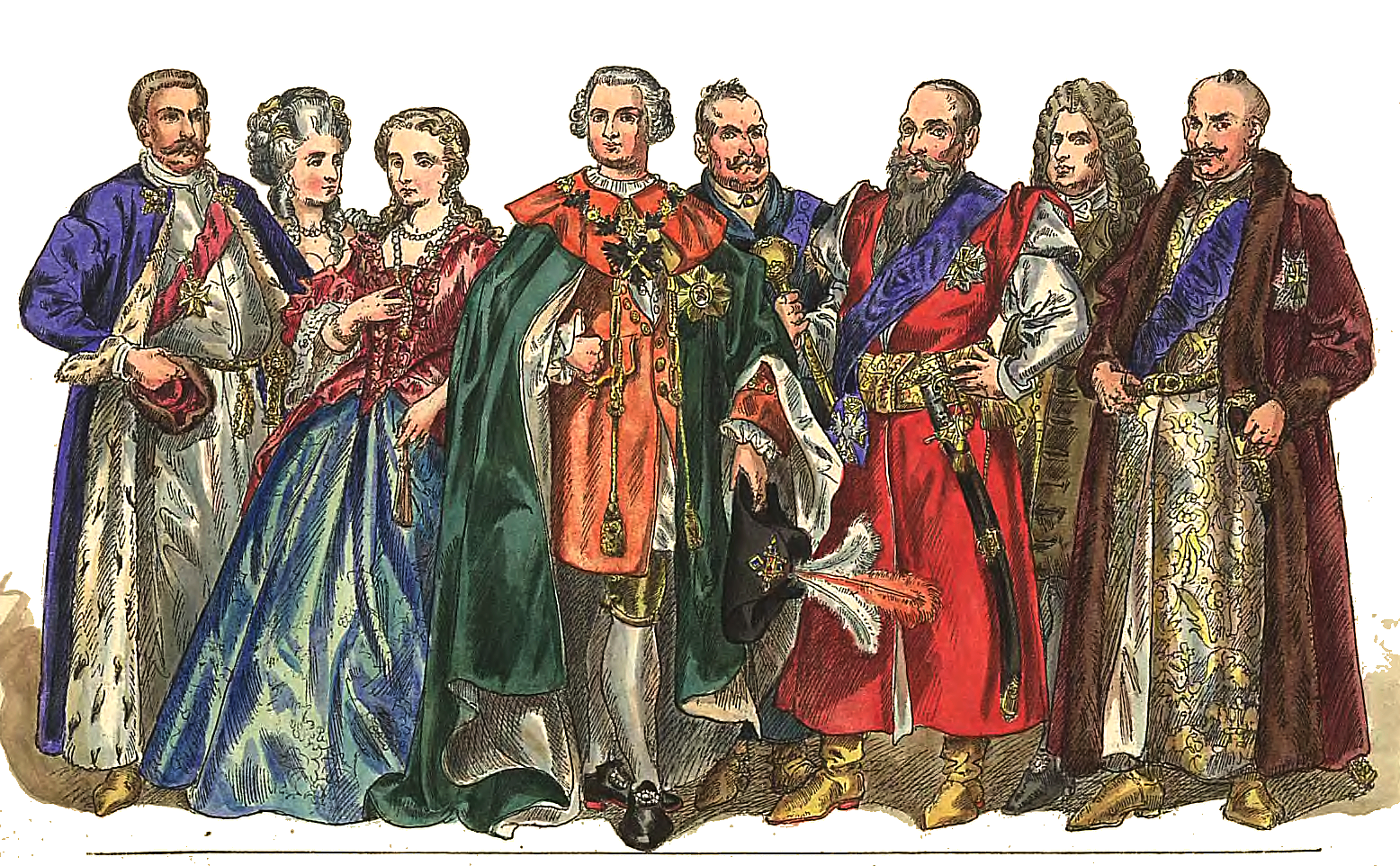
Польские магнаты (1697—1795 год). Иллюстрация Яна Матейко.

В сложившихся условиях королю и правительственным чиновникам было трудно контролировать ситуацию в стране, на фоне чего реальной властью Речи Посполитой были магнаты. Обладая богатыми поместьями и дворцами, они также имели собственные частные армии и через зависимую шляхту влияли на голосование в сеймиках и сейме. В случае недовольства политикой короля знать имела право поднять восстание против него и самоорганизоваться в военные союзы (рокоши или конфедерации).
В воеводствах существовали локальные сеймики, заботившиеся о благосостоянии местного дворянства и не интересовавшиеся положением в стране. Подобное положение дел польское дворянство считало золотой свободой, ставя свою родину в пример другим странам в вопросе прав. Дворянство считало, что не представляющая угрозы своим соседям и придерживающаяся строгого нейтралитета Речь Посполитая может иметь угрозу только в виде стремления к абсолютизму её правителя. Постоянная армия государства была небольшой, денег на увеличение её численности не было в том числе и благодаря низким налогам дворянства. В первой половине XVIII в. польская армия в 12 тыс. человек не шла ни в какое сравнения с вооружёнными силами в 100 тыс. человек Пруссии и России.

## Культура и образование

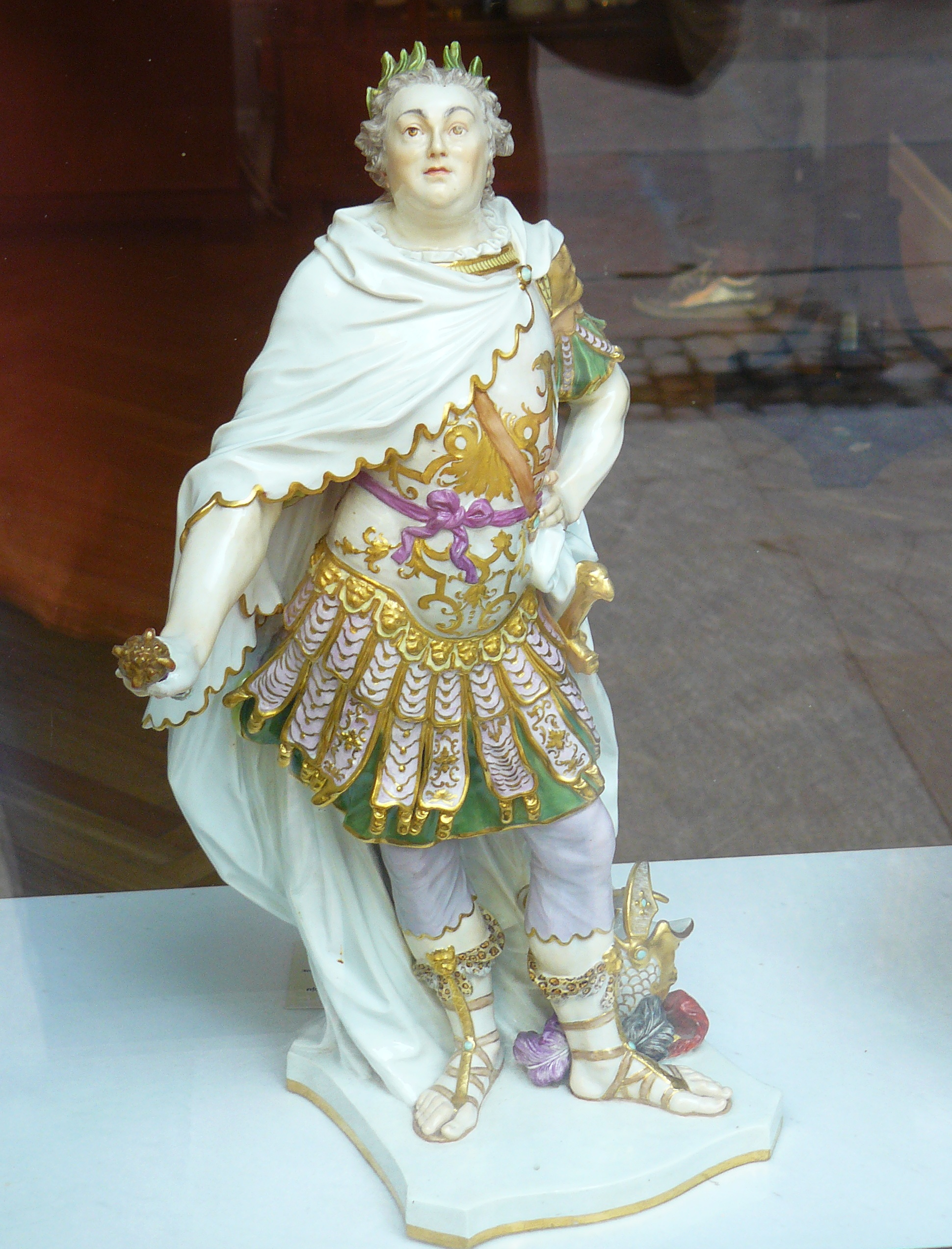
Статуэтка Августа III, созданная по образу статуи из усадьбы Артуса (Гданьск)

Уровень интеллектуальной и культурной жизни Польши во времена Августа II и до 40-х годов XVIII века был весьма низким: полное отсутствие переизданий (произведения Петра Кохановского не переиздавались с 1639 года и вплоть до вступления на престол Станислава Понятовского) и небольшое количество изданий вторичной художественной литературы.
С началом унии в Варшаву из Дрездена стали приезжать французские ансамбли классического репертуара, в столице Польши было построено 7 театральных залов. В 1748 году в столице в Саксонском саду было возведено театральное здание, в котором выступали ансамбли с программой из commedia dell’arte, оперы и балета. Подражая королевскому двору, магнаты также начали демонстрировать свои вкусы в театре: на высшем уровне были устроены театры Франциски Радзивилл в Несвиже и Петра Ржевуского в Подгорцах, где наряду с иностранными пьесы ставились и польские, созданные владельцами театров.
Лишь с 40-х годов можно заметить первые симптомы культурного возрождения. После упадка Краковского университета, высшим образованием занимались колледжи иезуитов и пиаристов. Наблюдался рост числа католических монашеских орденов и проделываемой ими работы: в течение XVII в. количество иезуитских школ возросло втрое; в 1700 г. имелась уже 51 школа с 20 тыс. учащихся. В 1720 году в Гданьске было основано просветительское научное общество Societas literaria, через 23 года появилось Societas physicae experimentalis с собственной лабораторией и библиотекой, которое спонсировал Юзеф Яблоновский. Печатной прессы было больше, чем век назад, но её основу составляла продукция, посвящённая религиозному благочестию и риторике (календари, религиозная литература, образцовые речи и советы).
В 1740 rоду Станислав Конарский основал Collegium Nobilium, в котором обучалась молодая шляхта. В 1754 году пиаристы, а затем иезуиты, реформировали религиозное образование. Иезуиты стали создавать колледжи, предназначенные для обучения сыновей шляхты и магнатов выполнению государственных задач. В 1746 году появилась иезуитская дворянская коллегия в Калише, в 1749 году — во Львове, в 1751 году — в Вильне и Остроге, в 1752 году — в Варшаве, в 1753 году — Люблине, в 1756 году — в Познани.
В общеобразовательных школах помимо латыни появились современные языки (но не польский), расширился объём преподавания научных дисциплин. В 1747 году братья Залуские основали в Варшаве одну из крупнейших в Европей и открытую для широкой публики библиотеку, в которой хранилось 400 тыс. книг, 20 тыс. рукописей и 40 тыс. рисунков. В будущем уцелевшая часть её коллекции перейдёт к Национальнйо библиотеке Польши.
Саксонский период стал последним этапом в развитии архитектурного стиля барокко, благо та эпоха отметилась серьёзными вложениями в строительство.

## Экономика

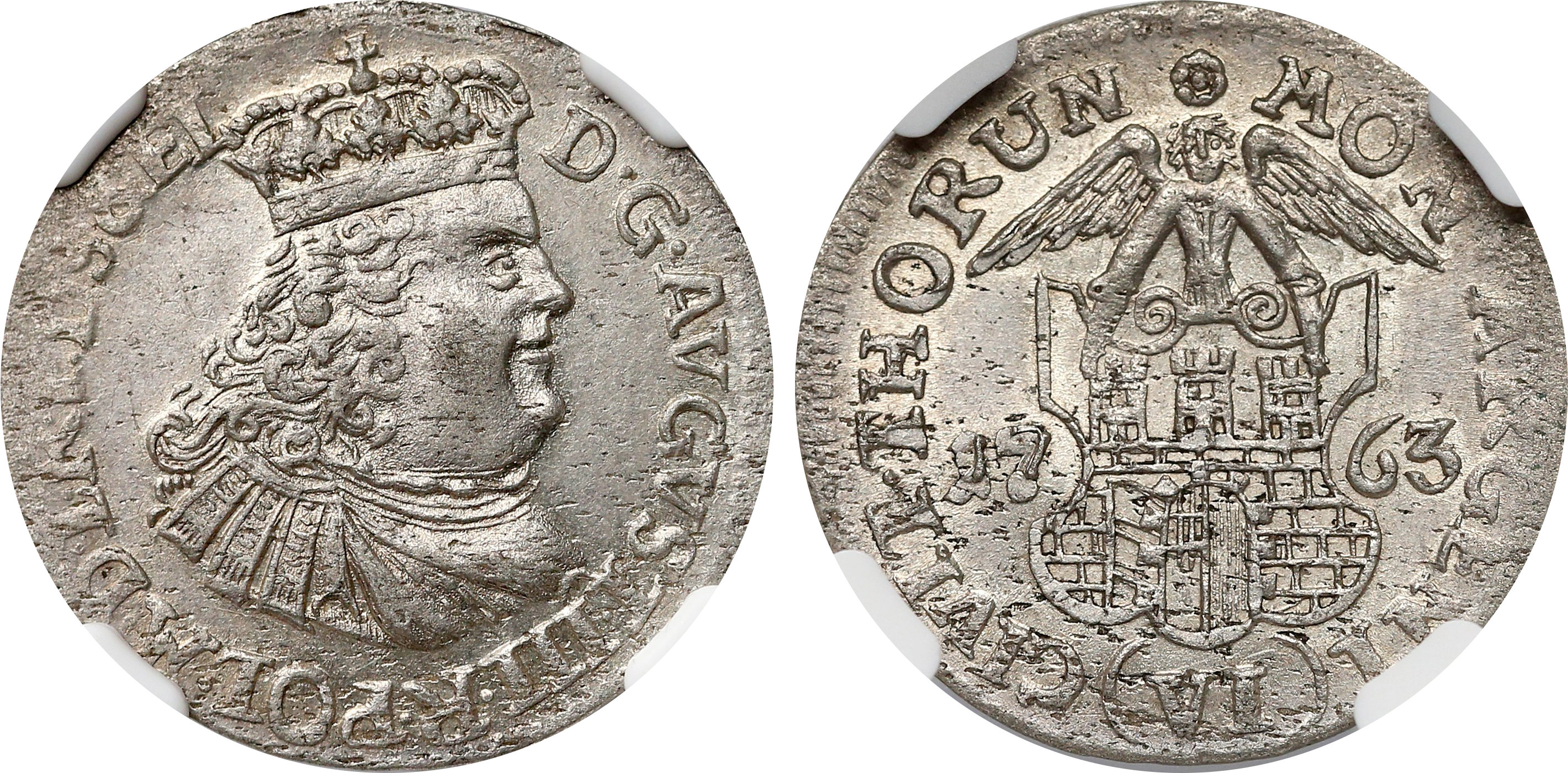
Шостак Августа III, отчеканенный в 1763 году в Торуне.

Во второй половине XVII века и в начале XVIII века экономика страны находилась в упадке, терпя ущерб от завоевательных армий на своей земле. Политические события углубили черты застоя и упадка, обнаружившиеся в экономике Польши уже с начала XVII века.

### Сельское хозяйство
Наблюдаются случаи перехода от трёхполья к двуполью, недостаточное удобрение полей, сокращение посевов пшеницы, технических культур и даже ржи. Снизилась урожайность: во второй половине XVII в. она составляла в среднем для ржи и ячменя сам-три, для овса — сам-два.
Значительная часть земли находилась под паром, а крестьянские семьи иногда просто не имели требовавшегося для её обработки скота. Дворянство активно захватывало землю, увеличив число безземельных и мелких крестьян, шедших работать к господам батраками. Крестьянские наделы во второй половине XVII в. сократились на 20 %; уменьшилось количество крестьянского скота, и крестьянам приходилось пользоваться хозяйским скотом за дополнительные повинности.
По-прежнему господствовала фольварочно-барщинная система, при которой повинностями были барщина и другие разнообразных работы для пана: подводная повинность и охрана поместья, ремонт дорог, экстренные работы во время летней страды, работы на панском огороде и т. д. Сохранялись и натуральные оброки, и денежный чинш, в пользу помещика на крестьянина ложилась главная тяжесть государственных налогов.
Связь крестьянского хозяйства с рынком и все крестьянские промыслы находились под контролем пана. Обязанность крепостных молоть хлеб только на панских мельницах и монопольное право пропинации (изготовления и продажи спиртных напитков), являвшиеся для пана дополнительным источником дохода, также были тяжёлым бременем для крестьянского хозяйства.
Безграничная власть дворян над крепостными подтверждалась многими сеймовыми постановлениями: разрешалось продавать или дарить своих крепостных крестьян, распоряжаться их наследством, иметь над ними неограниченную судебную власть, существовавшее до XVIII в. право меча давало панам право жизни и смерти по отношению к своим «хлопам».
К середине XVIII века главным образом в магнатских имениях получило распространение перевод крестьян с барщины на чинш, применялся наём безземельных и малоземельных крестьян, труд которых носил в сущности принудительный характер. Вместе с тем владельцы фольварков стали шире применять усовершенствованные земледельческие орудия и улучшать агротехнику. Продукция сельского хозяйства находила растущий рынок сбыта; наряду с извозом хлеба за границу возрастала и ёмкость внутреннего рынка, особенно в связи с быстрым ростом численности городского населения.
В конце правления Августа III в Речь Посполитую проникло физиократическое экономическое учение, рассматривавшее крупное хозяйство как основу национальной экономики.

### Города
Сложная ситуация с сельским хозяйством повлияла и на города, чьё экономическое положение ухудшалось по разным причинам:
- из-за нехватки денег крестьяне не покупали ремесленные товары, в то время как дворянство закупало их в основном из заграницы в обход городов
- последствия войн со Швецией и принятые ещё в XVI в. законы против городов
- еврейское ростовщичество, чрезмерные ссуды которого разорили многих горожан и магнатов

Основной формой промышленного производства оставалось цеховое ремесло, но количество цеховых ремесленников значительно сократилось при одновременном росте числа ремесленников, не входивших в цеховые организации и получивших название партачей. Дворяне селили «партачей» и крепостных ремесленников в своих городских владениях — юридиках, на которые не распространялось городское право, укрывая их от преследования цеховых и городских властей, запрещавших им заниматься ремеслом.
С середины XVII в. обнаруживается заметный упадок внутренней торговли, на что повлиял рост вотчинного ремесла, которое обычно не включалось в общий товарооборот и было связано лишь с соседними деревнями. Сократилась и внешняя торговля, транзитный путь через Польшу с Востока в результате польско-турецких войн потерял своё значение.
Началась аграризация городов, когда жившие в них и оторванные от ремёсел горожане начали обрабатывать землю.
Новым явлением стало появление мануфактур, основанные помещиками, зажиточными горожанами и купцами. Шляхетские мануфактуры, основанные на крепостном труде, не приносили их владельцам большого дохода и обычно не выдерживали конкуренции с более дешёвыми иностранными товарами. Мануфактуры, основанные богатыми купцами, использовали главным образом более производительный труд вольнонаёмных рабочих и на руководящих постах имели людей, хорошо знакомых с технологией производства и рыночной конъюнктурой.
Производились предметы роскоши (слуцкие пояса, гобелены), изделия для армии и магнатов, купеческие мануфактуры изготовляли предметы широкого потребления для внутреннего рынка.